# Cyrtosia chongorica
Cyrtosia chongorica är en tvåvingeart som beskrevs av Zaitzev 1975. Cyrtosia chongorica ingår i släktet Cyrtosia och familjen svävflugor.
Artens utbredningsområde är Mongoliet. Inga underarter finns listade i Catalogue of Life.